# Vian
Vian – miejscowość w Stanach Zjednoczonych, w stanie Oklahoma, w hrabstwie Sequoyah.